# Roxbury Crossing (Metro de Boston)
Roxbury Crossing es una estación en la línea Naranja del Metro de Boston. La estación se encuentra localizada en 1400 Tremont Street, al oeste de 1200 Columbus Avenue en Boston, Massachusetts. La estación Roxbury Crossing fue inaugurada el 4 de mayo de 1987. La Autoridad de Transporte de la Bahía de Massachusetts es la encargada por el mantenimiento y administración de la estación. 

## Descripción
La estación Roxbury Crossing cuenta con 1 plataforma central y 2 vías. 

## Conexiones
La estación es abastecida por las siguientes conexiones: 
- Rutas de autobuses: 15, 19, 22, 23, 25, 28, 42, 44, 45, 66